# 원성 성남리 성황림
원성 성남리 성황림(原城 城南里 城隍林)은 대한민국 강원특별자치도 원주시 신림면 성남리에 위치한 당숲의 이름이다. 1962년 12월 7일 대한민국의 천연기념물 제93호로 지정되었다.

## 개요
성황림(城隍林)은 마을을 보호하고 지켜주는 숲으로, 원성 성남리의 성황림은 마을에서 다소 떨어진 곳에 있다.
성황림을 구성하는 있는 식물들로는 각시괴불나무, 음나무, 졸참나무, 층층나무, 피나무, 가래나무, 쪽동백나무, 들메나무, 박쥐나무, 산초, 보리수, 광대싸리, 복분자딸기, 찔레, 노박덩굴, 으름덩굴 등으로 중부 온대 지역을 대표하는 숲을 이루고 있다. 성남리 주민들은 치악산의 성황신을 마을 수호신으로 믿어 지난 100여 년 동안 매년 4월 8일과 9월 9일에 마을의 평화를 기원하며 제사를 지내 왔다고 하나 현재는 과학의 발달로 이러한 행사를 점차 하지 않게 되었다.
원성 성남리의 성황림은 온대 지방을 대표할 만한 활엽수림으로서 학술적 가치가 높고, 우리 조상들의 과거 종교관을 알 수 있는 민속자료로서의 기능도 하고 있으므로 천연기념물로 지정·보호하고 있다.

## 천연기념물 지정
전형적인 온대 낙엽수림이 잘 보존돼 있다는 학술적 가치를 인정받아 1962년에 천연기념물 제93호로 지정되었다. 원래는 아랫당숲과 윗당숲으로 나뉘어 있었는데 아랫당숲은 1972년 남한강 대홍수때에 수해로 대부분 유실되고 소나무만 일부 남아 천연기념물에서 제외되었다. 성황림은 2만평 규모의 자연림 지대로 이 곳 사람들이 신성하게 섬기는 당숲이다.
성황림은 일 년에 두 번 일반인들에게 개방되는데, 시기는 성황제가 열리는 음력 4월 7일과 음력 9월 9일이다.

## 참고 자료
- 원성 성남리 성황림 - 국가유산청 국가유산포털